# 瑟宰 (卢瓦尔省)
瑟宰（法語：Cezay，法語發音：[səzɛ]）是法国卢瓦尔省的一个市镇，属于蒙布里松区。

## 地理
瑟宰（45°48'7"N, 3°57'47"E）面积10.52 平方千米，位于法国奥弗涅-罗讷-阿尔卑斯大区卢瓦尔省，该省份为法国中南部省份，北起顺时针与索恩-卢瓦尔省、罗讷省、伊泽尔省、阿尔代什省、上盧瓦爾省、多姆山省和阿列省接壤。
与瑟宰接壤的市镇（或旧市镇、城区）包括：阿约、比西-阿尔比约、诺略、圣马丹拉索沃泰、圣西克斯特。

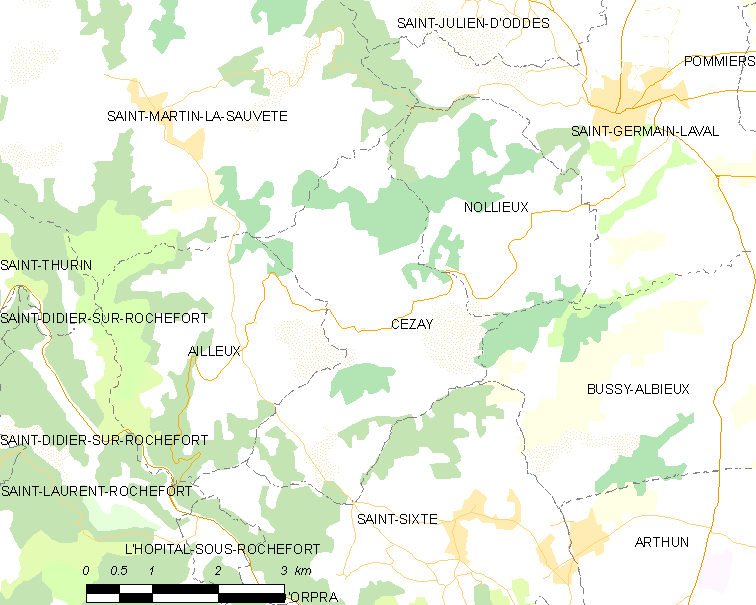
的OSM定位图

瑟宰的时区为UTC+01:00、UTC+02:00（夏令时）。

## 行政
瑟宰的邮政编码为42130，INSEE市镇编码为42035。

## 政治
瑟宰所属的省级选区为利尼翁河畔博安县。

## 人口

1962-2008年间人口变化图示

瑟宰于2022年1月1日时的人口数量为208人。